# アブナー・ツヴィルマン
アブナー・"ロンギー"・ツヴィルマン（Abner "Longy" Zwillman 1899年あるいは1904年7月27日 - 1959年2月27日）はアメリカの東欧ユダヤ系ギャング。「ニュージャージーのアル・カポネ」の異名がある。

## プロフィール

### 初期
ニュージャージー州ニューアーク生まれ。親はロシア移民。チャールトン通りで育った。1918年に父を亡くしたため学校をやめてプリンス街のカフェで働いたが、低賃金に飽き足らず、馬と馬車を借りて果物と野菜を売った。しかし商売敵に敗れて、より高収入層が多いクリントンヒルへ行き、ロトを売り始めた。これが当たって味を占め、用心棒を雇って地元の商売人たちにナンバーズを売り、1920年までには近辺のナンバーズをほぼ掌握し、成功を収めた。アイルランド系ギャングから縄張りを守るため自衛組織を作り、"ハッピーランブラーズ"と呼ばれた。

### 禁酒法時代
禁酒法が成立するとリーンフィールド一家の密輸トラックを護衛する仕事を請け負ったが、やがて幼馴染のドク・スタチャーと組んで自ら密輸ビジネスに参入した。カナダのブロンフマン一味から仕入れた密造酒をニューアーク港に運び入れ、第一次世界大戦時代の軍用トラックを使って近郊の商業地に運び売りさばいた。各地でトラックの襲撃、酒の横取りが横行し、リーンフィールドはツヴィルマンの武装団に依存する余り、販売の権益を50：50まで譲歩し、対等のパートナーとなった。密輸商売が大きくなるとラッキー・ルチアーノ、マイヤー・ランスキー、フランク・コステロ、ルイス・バカルターらと知り合ってパートナー関係を築いた。1927年、ニューアークのアイアンバウンドのギャング団を率いていたジェラルド・カテナを密輸トラックの護送に使い、輸送ルートの武装を強化した。密輸ビジネスの収入をもとに違法ギャンブルや売春や労働争議潰しといった新分野に進出する一方、高級ナイトクラブや高級レストラン、たばこの自販機メーカーといった合法的な事業も営んだ。
1920年代後半には年収が2000万ドルに達した。1929年5月、アトランティック会議を立ち上げ、ユダヤ系・イタリア系ギャングの連携に努めた。この会議がきっかけとなり、後年全米犯罪シンジケートが成立しメンバーの一人となった。1931年、ルチアーノが五大ファミリーを再編し、執行機関マーダーインクを創設すると、その6人幹部の１人となった。1933年、ニュージャージーでのライバル、ワキシー・ゴードンがルチアーノらの謀略により監獄送りとなったが、同年ワキシーの仲間マックス・グリーンバーグの殺害に関与し、テリトリーを拡大したとされる。1935年10月のダッチ・シュルツ暗殺プロットにマーダーインクの幹部として関与したとされ、シュルツの縄張りを引き継いだ。

### 政界支配と事業の多角化
新聞から「ニュージャージーのアル・カポネ」と呼ばれるようになった。しかし自分のイメージを気にしていたツヴィルマンは、1932年にリンドバーグの愛児が誘拐されると、犯人逮捕のために賞金の提供を申し出た。ニューアークのスラム街をきれいにするプロジェクトに25万ドル寄付をおこなった。事業の合法化を進めイメージの改善を図った。その勢力と財力をもとに地元の政治に関わり始め、1933年幼なじみのメイヤー・エレンスタインを市長に据えた（初のユダヤ人市長）。20年以上にわたりニューアークの政治家を言うがままに動かすまでになった。1940年代を通じて、ルチアーノ一家のウィリー・モレッティと共にニューアークの賭場を支配した。ナイトクラブ"ブルーミラー"や"カサブランカクラブ"を所有し、"パリセイド"では毎夜違法賭博がなされた。ルー・ロスコフらクリーブランドのユダヤギャングと緊密だった。1944年、ラスベガスのカジノやハリウッドの映画スタジオを買収した。1950年代はウォール街への金融投資を始め、大手鉄鋼会社の株主になった。1954年脱税で告発されたが沈黙を守り通し追及から逃げおおせた。

### 最期
1959年にマクレラン上院議員率いる聴聞会が組織犯罪の調査に乗り出すと、ツヴィルマンも召喚され、証言を求められた。しかし委員会に出席する直前、1959年2月27日にツヴィルマンはニュージャージー州ウェストオレンジの自宅で縊死した。警察は自殺と判断したが、ツヴィルマンの手首には複数の打ち傷が認められたことから、縛られて首を絞められたのではないかとの説もある。前の晩、運転手は見慣れない場所に連れて行かされたと証言し、FBIの追跡を巻くためと推測された。死の3週間前に3人の仲間が1956年のツヴィルマンの脱税の公判にかかる判事への賄賂容疑でFBIに逮捕され、本人の逮捕も目前に迫っていたと言われる。終身刑となれば減刑と引き換えに過去の非合法活動を暴露する可能性があったため口封じで消されたとする説もある。イタリア系マフィアの指導者ヴィト・ジェノヴェーゼがツヴィルマン殺害を指令したとも、マイアー・ランスキーがイタリア系マフィアに殺しの許可を与えたとも言われた。FBIは自殺説を否定し、ランスキー黒幕説とする自前の情報を信じていた。死後、ニュージャージーの彼の縄張りは、ジェノヴェーゼ配下のジェラルド・カテナが引き継いだ。

## エピソード
- 女優ジーン・ハーロウと浮名を流した[2]。彼女のハリウッド進出の橋渡し役を演じた[7]。
- あだ名の"ロンギー"の由来は身長188cmの長身から[1]。
- ユダヤ人の誇り（コーエン＝司祭）から、カトリックの教会には入らなかった[3]。またドイツ系アメリカ人協会によるユダヤ人への攻撃に対抗するためにニュージャージー・ミニッツメンを組織している。